# إليزابيث كوش (زمارة)
إليزابيث كوش (بالإنجليزية: Elizabeth Koch)‏ هي زمّارة أمريكية، ولدت في 1986.